# Batalha de Worringen

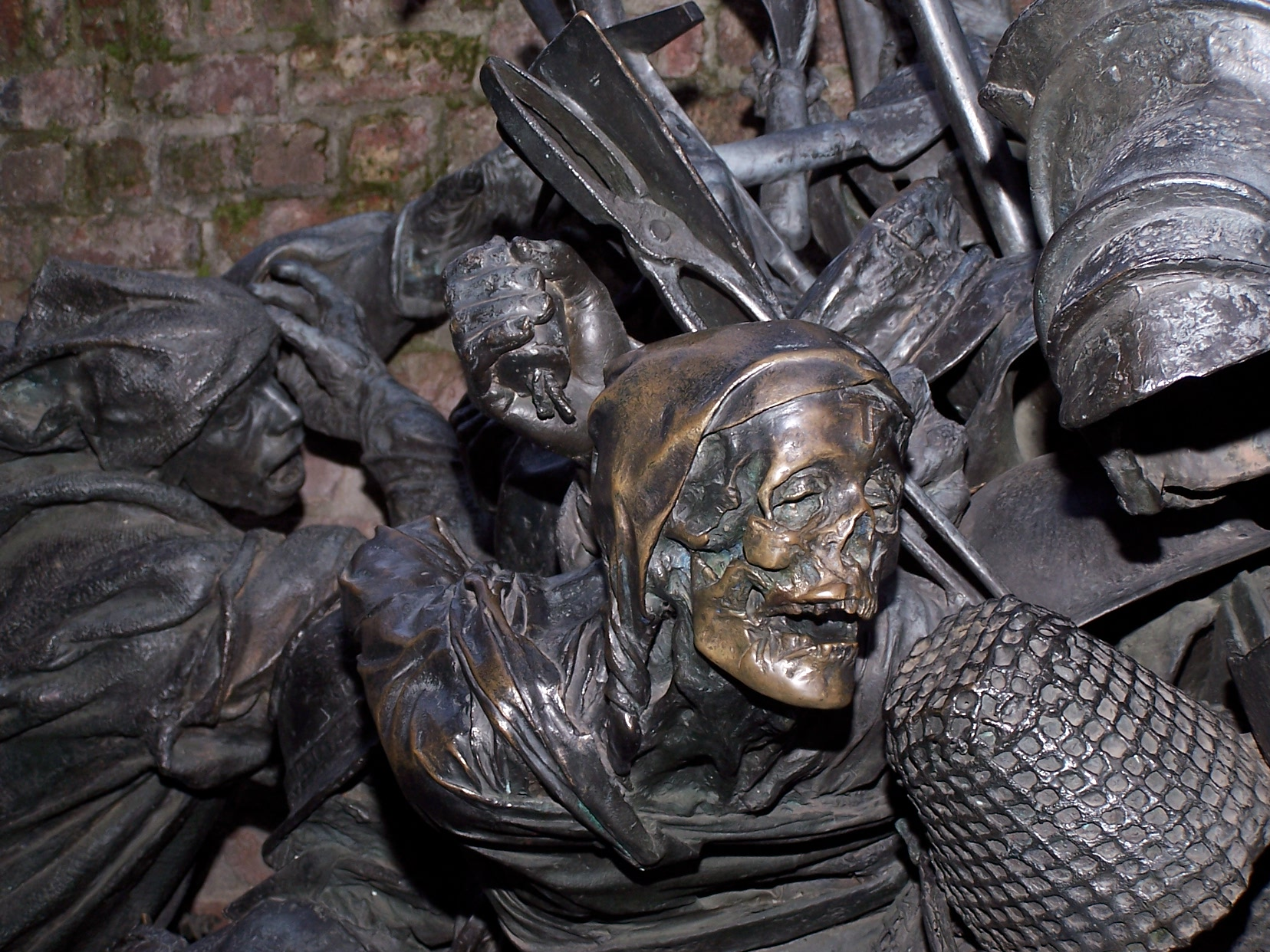
Porção de monumento sobre a batalha em Dusseldorfe

A Batalha de Worringen teve lugar a 5 de Junho de 1288 próximo à cidade de Worringen (também chamada de Woeringen), que é agora considerada um suburbio de Colônia. Esta batalha ocorreu pela posse do Ducado de Limburgo, e foi uma das maiores batalhas na Europa durante a Idade Média.

## Antecedentes
Após a morte do duque Valerano IV de Limburgo, em 1282, o Ducado de Limburgo foi herdado por sua filha Irmengarda, esposa do conde Reinaldo I de Guéldria. Como morreu sem filhos, um ano depois, o seu marido requisitou o ducado. Esta requisição foi reconhecida pelo Rei Rodolfo I da Germânia.
Entretanto, o irmão de Waleram, Adolfo de Berga também requisitou o ducado após a morte da sua sobrinha Irmengarda. Mas depois vendeu sua requisição em 1283 ao duque João I de Brabante, que queria aumentar seu território e reunir o antigo ducado de Lorena. Limburgo era importante para Jan de Brabante porque estava na rota comercial do Reno.
Entre 1283 e 1288 ocorreram várias pequenos confrontos entre os dois lados, nenhum destes decisivo. Neste ínterim, a maior parte dos outros poderes locais escolheu um lado. O arcebispo de Colônia, o conde Henrique VI de Luxemburgo e seu irmão Walram I de Ligny, e o conde Adolfo de Nassau-Weilburg se juntaram a Guéldria, ao passo que os condes de Loon, Tecklenburg e Waldeck aliaram-se a Brabante.

## A Batalha
Em 1288, Reinaldo vende seus direitos sobre Limburgo para Henrique de Luxemburgo, pouco antes de agendaram um encontro para discutir a paz. Esta ação desagradou Jan de Brabante, que tinha começado uma campanha contra Reinaldo. Os dois lados finalmente se encontraram em Worringen, um castelo no Reno, que foi tomado pelo arcebispo de Colônia. Os cidadãos de Colônia, entretanto, lutaram do lado de Brabante.
Nas fases iniciais da batalha, Jan de Brabante e Henrique de Luxemburgo se encontraram. Neste combate Henrique foi morto por um cavaleiro de Brabante. Pouco depois, o arcebispo de Colônia entrou na batalha com muito pouco suporte de seu exército e foi capturado pelo conde de Berg. A batalha terminou com uma vitória para Brabante quando Reinaldo de Guéldria foi capturado e o Lorde Valrano de Valquemburgo teve que bater em retirada. Valrano de Ligny foi morto.

## Consequências
Estima-se que nesta batalha houve 1100 mortes do lado de Guéldria e 40 de Brabante. A batalha traduziu-se num aumento no poder de Brabante e Berg, enquanto que a cidade de Colônia ganhou sua independência do arcebispo. O ducado de Limburgo foi adicionado ao ducado de Brabante em 1289. 
Jan van Heelu escreveu uma crônica da Batalha de Worringen.